# ズブ島
ズブ島(ズブとう、ロシア語: Остров Зуб)は北極海の一部であるバレンツ海に位置するロシア連邦領ゼムリャフランツァヨシファにある島である。Зубはロシア語で歯という意味である。